# Amerikanska Jungfruöarna vid världsmästerskapen i friidrott 2022
Amerikanska Jungfruöarna tävlade vid världsmästerskapen i friidrott 2022 i Eugene i USA mellan den 15 och 24 juli 2022. Amerikanska Jungfruöarna hade en trupp på en idrottare.

## Resultat

### Herrar
Gång- och löpgrenar
| Idrottare               | Gren    | Final        | Final     |
| Idrottare               | Gren    | Resultat     | Placering |
| ----------------------- | ------- | ------------ | --------- |
| Eduardo Terrance Garcia | Maraton | 2:23.16 0SB0 | 53        |